# 5113 Kohno
Az 5113 Kohno (ideiglenes jelöléssel 1988 BN) a Naprendszer kisbolygóövében található aszteroida. Tsutomu Seki fedezte fel 1988. január 19-én.